# 布莱顿行李箱藏尸案
布莱顿箱尸谋杀案（英語：Brighton trunk murders）通常指发生于1934年英格兰布莱顿的两宗谋杀案。在两宗案件中，遇害女性的尸体均被放置于箱子之中。
此案导致布莱顿被称为“女王的屠宰场（The Queen of Slaughtering Places）” (该城以"女王的海水浴场（The Queen of Watering Places）"著称)

## 六月的未解凶案
第一宗谋杀案曝光于1934年6月17日， 布莱顿火车站失物招领处的员工William Joseph Vinnicombe察觉到无人认领的某个木箱中传出异味。他向警方报案后，到场的Ronald Donaldson督察打开木箱。箱中放置一名被肢解女性的躯干部分。案情通报各站后，在国王十字车站发现另一个行李箱，里面放置了死者双脚。死者头部以及双臂未被寻获。 新闻媒体将受害者命名为“美足少女”，或简称“美足”，因为据称遗体双足非常漂亮，犹如舞蹈家一样。
尸检由伯纳德·斯皮尔斯伯里爵士进行。结果显示该名女性年约25岁，怀孕五个月。 受害者和凶手的身份均无法确定。

Donaldson督察怀疑事件与当地被称为Massiah的医生有关，该医生会为妇女施行堕胎手术。斯皮尔斯伯里的笔记内容可为佐证：
对死者遗体的解剖并未揭露其死因；在国王十字车站发现的腿部和脚确实属于该躯干；受害人营养充足；年纪介乎21至28周岁，身高约五尺二寸的，体重8.5英石（约54公斤）；遇害时已怀孕五个月
Donaldson让警员秘密监控Massiah. 某天，Massiah收到寄自霍夫的信件，信中希望他悄悄前往该地。医生写了一份名单以作回覆。“对警方而言，阳光似乎瞬间黯淡了下来，整个审讯室被一阵阴影所笼罩”
警员没有告知Donaldson上述事件。他随后被上级官员警告，示意其勿要插手该案。 事后Massiah搬去伦敦居住，期间一名由他施行堕胎手术的女性死亡，但他成功逃避了起诉。Massiah的行医资格依然登记在一般医疗注册名单上 ，直至1952年没有续牌后才被除名。他退休后隐居在特立尼达岛的西班牙港。斯皮尔斯伯里一直在寻找其非法堕胎的证据。然而没有任何证据证明受害者的妊娠过程遭到干扰，分尸手法亦无法指向任何特定的医务人员。 

## Violette Kaye与Toni Mancini

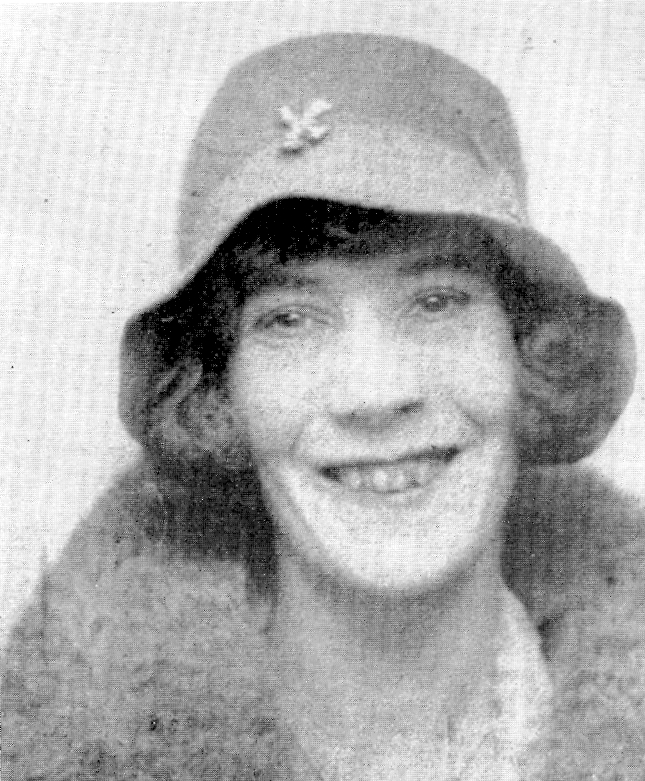
Violette Kaye

尽管第一宗案件与第二宗几乎没有联系，但的确导致了第二宗箱尸案的发现。
受害者姓名为Violette Kaye（娘家姓Watts，又名Saunders），42周岁。在伦敦以跳舞及卖淫维持生计。在当地，她遇见了时年26岁的Toni Mancini，对方有包括偷窃及游荡罪的犯罪记录，同时亦是夜场侍应和门卫。Toni Mancini化名众多，包括Cecil Lois England（真实姓名），Jack Notyre, Tony English及Hyman Gold.两人于1933年9月迁居布莱顿，流转于多处公寓。
Kaye和Mancini的关系紧张。 1934年5月10日，他们在海滨的Skylark咖啡馆发生了一场争吵。当时明显喝醉了的Kaye指责Mancini熟悉一个叫Elizabeth Attrell的少女服务员。 自此以来再也没有人见过Kaye，后来Mancini告诉朋友们她前往了巴黎，并把她部分衣衫和财物赠与Attrell..她的嫂子也收到一封电报，上面写着“出国愉快，工作顺利，周日出海，再联络。” 后来证实，这封电报是当天早晨从布莱顿寄出的，当时Kaye已经死了。
Mancini搬家到Kemp街52号，该住址靠近火车站。他利用手推车搬运一个木箱到新公寓处。随后他把Kaye未被肢解的尸体放入箱内，放置于床尾，用布覆盖将其用作咖啡桌。但由于异味及漏液，公寓的访客们抱怨纷纷。
Kaye的失踪引起警方注意，Mancini被迫接受问讯。 由于过分惊慌，他开始了逃亡。警方在调查另一宗未解决箱尸案时，即上述之六月案件，搜查了靠近火车站的住所。偶然间发现了Kaye的尸体仍然在Mancini的公寓内。 Mancini在伦敦东南部被逮捕。 该案的尸检也是由伯纳德·斯皮尔斯伯里爵士进行的。

### 审判

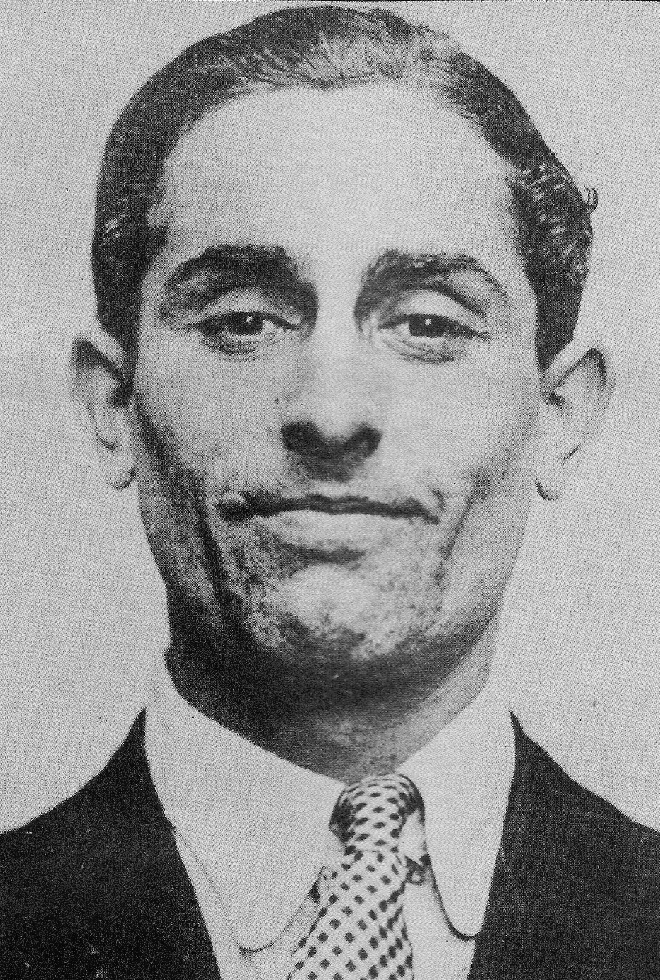
Mancini

对Mancini的审判从1934年12月开始，在刘易斯巡回审判法庭持续了五天。控方律师是由JC 卡塞尔斯和搭档廷霍格 (即后来的海爾什姆男爵)。 诺曼·伯基特是辩护律师。
控方焦点在于Kaye的致死原因，即头部遭受重击。 笔迹鉴证结果证实Kaye妹妹所收电报上的笔迹，与Mancini写在Skylark咖啡馆菜单上的笔迹一致。 一名证人叫多丽丝·萨维尔说Mancini曾要求她提供虚假不在场证明。 其他证人，即Mancini的友人们，声称他在谋杀后吹嘘自己让妻子从人生中销声匿迹了。
诺曼·伯基特的辩护着重于Kaye作为妓女的工作性质以及日常性格。Mancini声称，他是在布莱顿新月公园的公寓处发现尸体的。考虑到警方因为他的案底，不会相信他，所以决定保密并把尸体放入箱中。伯基特推测Kaye可能被嫖客所杀或者在公寓中滑倒致死。
法医证据的质量以及保存状况亦被辩护人所质疑。Kaye尸体中有一定量的吗啡，沾血的衣物是在Kaye死后才购入的。伯纳德·斯皮尔斯伯爵士在当时作为一名病理学家的声望已经下滑。诺曼·伯基特以精彩的交叉检验结果和结案陈词击碎了最后的抵抗。 部分证人证实，Mancini和Kaye生活得称心如意。
两个半小时后陪审团作出无罪判决。
1976年，在死前，Mancini向一名世界新闻 记者坦白。他解释说，在与Kaye的一次剧烈争吵中，她用捣碎煤块的锤子袭击自己。他把锤子夺过来，但她不断试图要回来。一气之下Mancini将锤子投掷出去，击中左侧太阳穴。 控方后来试图以伪证罪检控Mancini，但因缺乏佐证而作罢。
该案被改编为1951年奥森·威尔斯的广播剧 黑色的博物馆 其中一集，名为“锤头”(故事中杀人者被改为受害者的妹妹)。

## 1831年的谋杀案
1934年的箱尸案令媒体联系到过去布莱顿发生过的另一宗木箱藏尸案。19世纪时，约翰·霍洛韦谋杀了他的妻子西莉亚·霍洛韦，一名码头画家。其后将尸体装在箱子，用独轮车运送到普雷斯顿公园内的情人小径，并于该处埋葬尸体。案发后约翰·霍洛韦被逮捕，在刘易斯受审，1831年12月16日被绞死于霍舍姆监狱。